# آلبرتو انتره‌ریوس
آلبرتو انتره‌ریوس (اسپانیایی: Alberto Entrerríos‎؛ زادهٔ ۷ نوامبر ۱۹۷۶) بازیکن هندبال اهل اسپانیا بود.
از باشگاه‌هایی که در آن بازی کرده‌است می‌توان به باشگاه هندبال بارسلونا اشاره کرد.